# Созонт Помпеольский
Созо́нт Помпео́льский или Созо́н Помпеопо́льский (др.-греч. Σώζων ὀ Πομπηιούπολις; ? — умер 288 год или 304 год) — христианский мученик. Почитаемый в Православной церкви, его память 7 сентября.
Созонт родился в Ликаонии, где и жил. Родом занятий Созонта было пастушество. Созонт исповедовал христианство и проповедовал Христа среди других скотоводов и многих убедил принять христианскую веру и крещение. В одну из ночей, когда Созонт сидел под дубом, ему было видение, призывавшее его к подвигу мученичества за Христа. Созонт прибыл в город Помпеополь Киликийский.  В городе в это время происходили торжества в честь одного из языческих богов, во время которых правитель Максимиан приносил жертву перед золотой скульптурой бога в одном из языческих храмов. Никем не замеченный, когда в храме не было народа, Созонт вошёл в языческое капище и отломал золотую руку у скульптуры. Разбил её на части,  куски золота раздал нищим. Повреждение идола было замечено и начались аресты подозреваемых. Не желая чтобы страдали невиновные, Созонт сам пришёл к правителю и объявил о своём поступке. Созонт был спрошен о цели его поступка. Созонт объяснил, что идол это не Бог, а беспомощная и бездушная статуя, которая не может помочь никому, даже себе самому. Истинным Богом при этом Созонт исповедовал Иисуса Христа. Разгневанный правитель приказал мучить Созонта.  В начале Созонта повесили на дерево и строгали по ребрам железными когтями, после этого обули его ноги в железные сапоги с острыми внутри их гвоздями и водили по городу. Ходя по городу в сапогах и испытывая боль, Созонт славил Бога. После чего Созонта вновь повесили на дереве и сильно били железными палками, кости его были раздроблены, а сам мученик умер. Увидев, что Созонт умер, тело его сняли с дерева, развели по повелению правителя большой костёр, чтобы сжечь тело. Правитель не хотел, чтобы тело стало предметом почитания христиан. Когда тело поместили в огонь, то внезапно заблистала молния, загремел гром и пошёл сильный дождь с градом, из-за чего огонь погас. Находившиеся люди у огня от страха убежали, и тело Созонта не сгорело. Согласно житию, ночью  христиане хотели забрать тело мученика, но было очень темно. Внезапно посреди ночи с неба воссиял свет, благодаря чему христиане забрали тело Созонта и похоронили его. У гроба мученика и от источника, протекавшего под дубом, где получил откровение свыше Созонт верующие получали исцеления. В дальнейшем около дуба была построена христианская церковь.
В Православной Церкви память Созонта совершается 7 (20) сентября, в Предпразднство Рождества Пресвятой Богородицы. В этот день в сентябрьской Минеи служба составная, стихиры и тропари канона Предпразднеству  и мученику чередуются. Автором канона Созонту является Феофан.
С конца XIX века Созонт  у греков покровитель острова Лемнос.
В церковнославянский, а затем в русский язык греческое имя Σώζων — «Со́зон» трансформировалось в «Созо́нт», последнее образовано от родительного падежа имени — «Σώζωντος». В родительном падеже имя стоит в начале сентябрьской Минеи и в Типиконе: греч. καὶ (μνήμη) τοῦ Ἁγίου Μάρτυρος Σῴζοντος — и (память) святого мученика Созонта.